# Moses Nyeman
Moses Nyeman (Liberia, 5 de noviembre de 2003) es un futbolista liberiano-estadounidense. Juega de centrocampista y su equipo es el Loudoun United de la USL Championship.

## Trayectoria
Formado en las inferiores del D. C. United anotó su primer gol profesional por el equipo reserva del club, el Loudoun United de la USL, el 29 de julio de 2019 al Louisville City FC.
El 3 de octubre de 2019 firmó su primer contrato profesional con el D. C. United. Continuó jugando por el Loudoun el resto de la temporada 2019-20. Durante la pausa de la MLS, Nyeman entrenó con el equipo sub-19 del Borussia Dortmund.
Debutó en la MLS por el DC United el 29 de agosto de 2020, en la derrota por 1-4 ante el Philadelphia Union. El mismo día, pero del año 2022, dio el salto al fútbol europeo tras fichar por el S. K. Beveren belga. No tardó en volver a los Estados Unidos, ya que en febrero de 2023 fue cedido al Real Salt Lake para todo el año. El siguiente se mantuvo en el país tras fichar por el Minnesota United F. C.

## Selección nacional
Nyeman puede representar internacionalmente a Liberia o los Estados Unidos. 
Es internacional a nivel juvenil por los Estados Unidos.

## Estadísticas
Actualizado al último partido disputado el 11 de agosto de 2022.
| Club                          | Div.          | Temporada     | Liga  | Liga  | Copas nacionales | Copas nacionales | Copas internacionales | Copas internacionales | Total | Total |
| Club                          | Div.          | Temporada     | Part. | Goles | Part.            | Goles            | Part.                 | Goles                 | Part. | Goles |
| ----------------------------- | ------------- | ------------- | ----- | ----- | ---------------- | ---------------- | --------------------- | --------------------- | ----- | ----- |
| Loudoun United Estados Unidos | 2.ª           | 2019          | 15    | 1     | ―                | ―                | ―                     | ―                     | 15    | 1     |
| Loudoun United Estados Unidos | 2.ª           | 2020          | 1     | 0     | ―                | ―                | ―                     | ―                     | 1     | 0     |
| D.C. United Estados Unidos    | 1.ª           | 2020          | 11    | 0     | ―                | ―                | ―                     | ―                     | 11    | 0     |
| D.C. United Estados Unidos    | 1.ª           | 2021          | 19    | 0     | ―                | ―                | ―                     | ―                     | 19    | 0     |
| D.C. United Estados Unidos    | 1.ª           | 2022          | 2     | 0     | ―                | ―                | ―                     | ―                     | 2     | 0     |
| D.C. United Estados Unidos    | Total club    | Total club    | 32    | 0     | 0                | 0                | 0                     | 0                     | 32    | 0     |
| Loudoun United Estados Unidos | 2.ª           | 2022          | 2     | 1     | ―                | ―                | ―                     | ―                     | 2     | 1     |
| Loudoun United Estados Unidos | Total club    | Total club    | 18    | 2     | 0                | 0                | 0                     | 0                     | 18    | 2     |
| S. K. Beveren · Bélgica       | 2.ª           | 2022-23       | 0     | 0     | 0                | 0                | ―                     | ―                     | 0     | 0     |
| S. K. Beveren · Bélgica       | Total club    | Total club    | 0     | 0     | 0                | 0                | 0                     | 0                     | 0     | 0     |
| Total carrera                 | Total carrera | Total carrera | 50    | 2     | 0                | 0                | 0                     | 0                     | 50    | 2     |